# گروه پولیش آرمامنتس
گروه پولیش آرمامنتس (انگلیسی: Polish Armaments Group) شرکت صنایع جنگ‌افزاری لهستانی است، که در سال ۱۹۸۰ تأسیس شد.